# Cactus Flower
Cactus Flower (bra: Flor de Cacto; prt: A Flor do Cacto) é um filme estadunidense de 1969, do gênero comédia romântica, dirigido por Gene Saks com roteiro de I.A.L. Diamond baseado na peça teatral homônima de Abe Burrows.

## Sinopse
Tony Simmons, a funcionária de uma loja de discos, tenta se suicidar quando seu amante, o dentista Julian Winston, lhe diz que é casado e pai de três filhos. Ela é salva pelo vizinho, Igor Sullivan. Quando Julian sente que vai perder Tony, ele lhe propõe casamento, mas pede um tempo para conversar antes com a mulher. Então, Julian pede a Stephanie Dickinson, sua enfermeira, que finja ser sua esposa.

## Elenco
- Walter Matthau .... dr. Julian Winston
- Ingrid Bergman .... Stephanie Dickinson
- Goldie Hawn .... Toni Simmons
- Jack Weston .... Harvey Greenfield
- Rick Lenz .... Igor Sullivan
- Vito Scotti .... señor Arturo Sánchez
- Irene Hervey .... sra. Durant
- Eve Bruce .... Georgia
- Irwin Charone .... gerente da loja de discos
- Matthew Saks .... sobrinho

## Principais prêmios e indicações
Oscar 1970 (EUA)
- Venceu
  - Melhor atriz coadjuvante (Goldie Hawn)[3]

Globo de Ouro 1970 (EUA)
- Venceu
  - Melhor atriz coadjuvante (Goldie Hawn)[4]
- Indicado
  - Melhor filme - comédia ou musical[4]
  - Melhor atriz - comédia ou musical (Ingrid Bergman)[4]
  - Revelação feminina (Goldie Hawn)[4]
  - Melhor canção original[4]

BAFTA 1971 (Reino Unido)
- Indicado 
  - Melhor atriz (Goldie Hawn)[carece de fontes?]

Prêmio David di Donatello 1970 (Itália)
- Goldie Hawn recebeu um Prêmio David Especial[carece de fontes?]

## Imagens

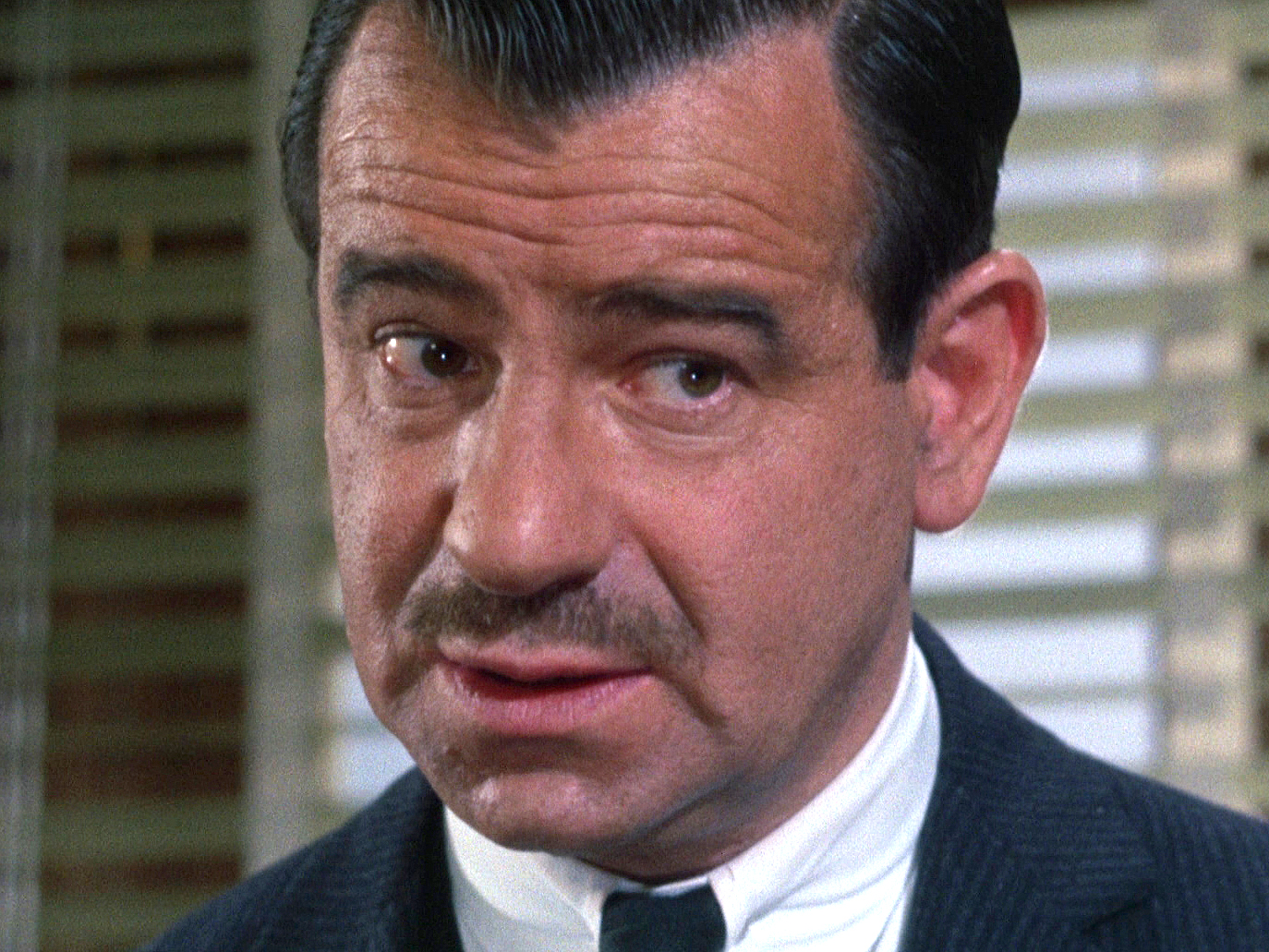
Walter Matthau
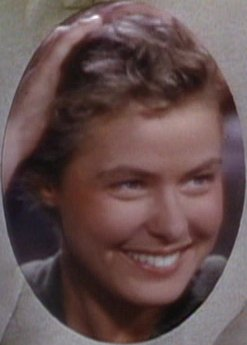
Ingrid Bergman